# Établissements Méquillet-Noblot

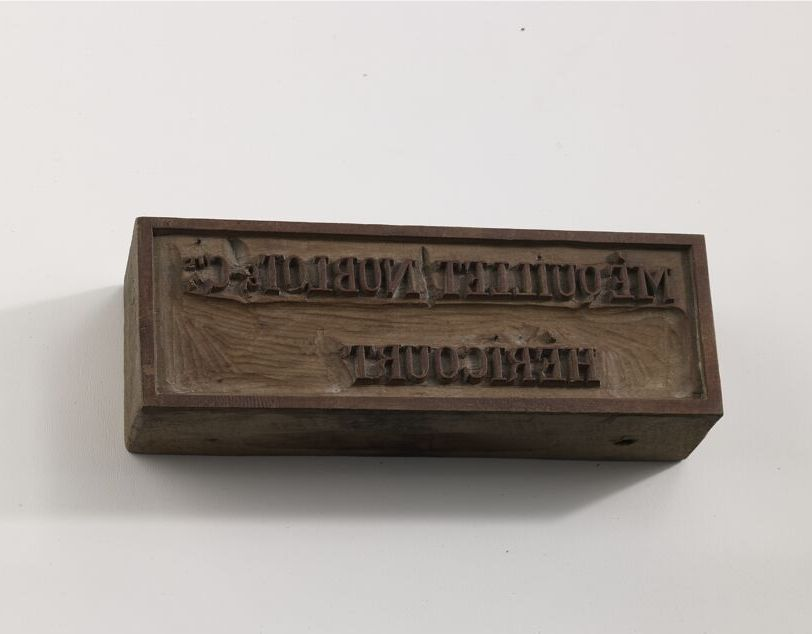
Planche à imprimer Méquillet-Noblot, Collection Musées départementaux de la Haute-Saône.

Les établissements Méquillet-Noblot sont une entreprise de filage, tissage et d'impression sur étoffes située à Couthenans et Héricourt en Haute-Saône ainsi qu'à Colombier-Fontaine dans le Doubs. Elle est active de 1801 à 1964.

## Histoire
L'entreprise débute en 1801 et fonctionne jusqu'en 1964. Des archives relatives à l'histoire cette entreprise sont conservées aux archives départementales de la Haute-Saône, aux archives départementales du Doubs et aux musées départementaux de la Haute-Saône.

### La création de la maison Méquillet-Noblot

#### L'affaire Méquillet

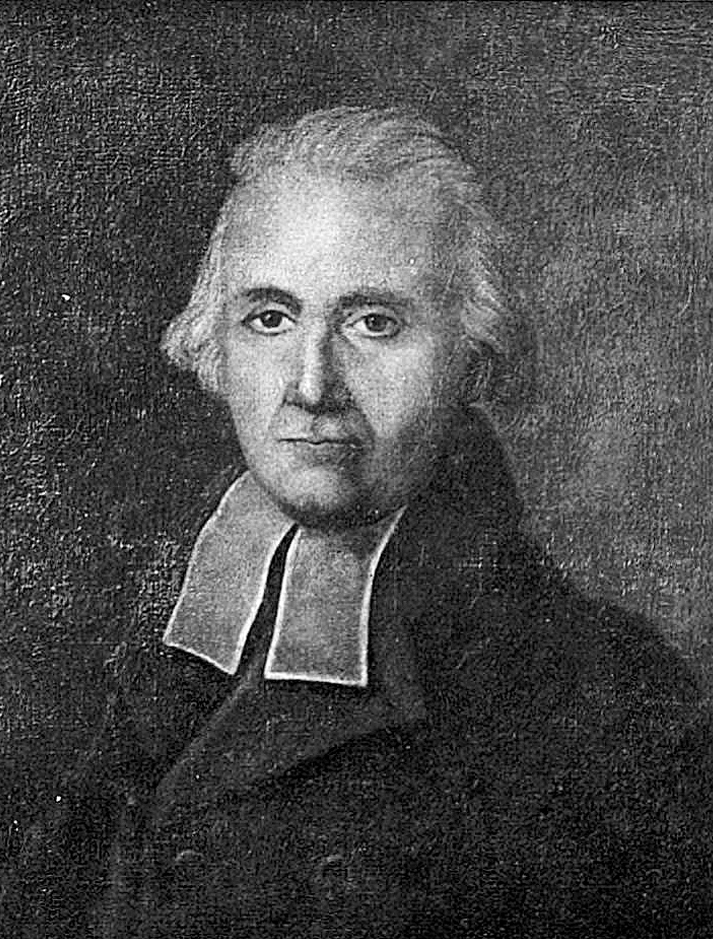
Le pasteur Georges-Frédéric Méquillet.

En 1801, Georges-Frédéric Méquillet achète la manufacture de la société C-F Boigeol et fils, fondée en 1765 et dissoute en cette année. La maison Boigeol fait filer et tisser à domicile. La teinture et l'impression des tissus s'effectuent à la manufacture d'Héricourt, située au bord de la Lizaine sur la route de Belfort à Besançon. Deux métiers à tisser servaient à la fabrication des draps. L'exploitation de cette fabrique s'effectue sous la raison sociale Jacques-Frédéric Méquillet fils et Cie. 
Georges-Frédéric Méquillet est ministre du culte protestant à Héricourt. Son fils Jacques-Frédéric fait son apprentissage à Bienne (Suisse) dans la maison Lionin, école des futurs manufacturiers, surtout en ce qui concerne les Indiennes. L'achat de la fabrique d'Héricourt est destiné à son fils. La société créée en 1801 est sous la forme d'une association familiale puisqu'elle réunit Georges-Frédéric, Jacques-Frédéric et Louis-David Méquillet, cousin du précédent. 

#### La fondation de la maison Méquillet-Noblot
En 1809, Jean-Georges Noblot achète le moulin dit de Chevret, situé le long de la Lizaine sur le chemin conduisant de Couthenans au hameau de Saint-Valbert, pour le transformer en aciérie. En 1811, il s'associe avec Louis-David Méquillet et Jacques-Frédéric Méquillet sous la raison sociale Méquillet-Noblot & Cie. En 1818, le moulin est intégré dans la société et est transformé en filature mécanique actionnée par la force hydraulique. Quelques années après, les Méquillet-Noblot font l’acquisition du moulin de Saint-Valbert, à quelques centaines de mètres en aval de la filature de Chevret. Il est détruit car la retenue d’eau qu’il génère est jugée néfaste au fonctionnement de la filature.
Les sieurs Noblot fils, Méquillet et autres obtiennent la concession de houille de Corcelles le 4 octobre 1826 par ordonnance royale.